# Ego Team (mixtape)
Ego Team (mixtape) – trzeci album częstochowskiego zespołu Ego.

## Lista utworów
1. "Selekta – Skepta"
2. "Na luzie – Cash Flow"
3. "When The Night Comes – Roll Deep"
4. "Wyprzedaż – Stat Quo"
5. "Wiosna – Cam’ron"
6. "Zdychająca Latarnia – Freekey Zekey"
7. "Mały Raj – Janelle Monae"
8. "Powietrze – Little Brother"
9. "Do Amnezji – Mashonda"
10. "Ten Dzień – Casual Sax"
11. "Głuchy Telefon – Outkast"
12. "W Fotelach – The Roots"
13. "Rytmy – RJD2"
14. "Jesień – Brenda Holloway"
15. "Super Nova – Jaheim"
16. "Błędny Taniec – Pharaohe Monch"
17. "Marzenia Senne – Fort Minor"
18. "Dzień Dobry – Jazzhole"
19. "F1 – Tomi"
20. "Nibylandia – Krayzie Bone"